# Sóley
Pour les articles homonymes, voir Soley (homonymie).
Sóley Stefánsdóttir, plus connu en tant que Sóley, est une multi-instrumentiste, chanteuse et compositrice islandaise née le 20 octobre 1987.

## Carrière
Sóley a pris des cours de piano classique et de jazz lorsqu'elle était enfant. Plus tard, elle intègre l'Icelandic Art Academy pour étudier la composition et devenir une pianiste et guitariste compétente. Malgré ses origines islandaises, elle chante principalement en Anglais à la fois dans ses projets solo et en groupe. En  2006, elle rejoint le septuor d'indie-folk islandais Seabear. Signé par le label, Morr Music, le groupe a pour l'instant sorti deux albums et un EP, sur lesquels Sóley s'occupe en majorité du piano et des chœurs.
Sous le même label, Sóley sort son premier EP solo en 2010, intitulé Theater Island. L'année suivant, elle sort We Sink, son premier album. La critique a été largement positive, avec des éloges visant souvent son jeu de pianiste « exquis » et ses performances vocales délicates. Son écriture a également été louée pour ses qualités "oniriques" et son « surréalisme sombre ». Sóley décrit elle-même ses paroles comme « oniriques et surréalistes », suscitant l'imaginaire du public. En 2013 , un morceau de l'album Fight Them Soft, a été utilisé dans la bande originale de la série Misfits.
Un album de piano composé et interprété entièrement par  Sóley, intitulé Krómantík, est sorti le 18 juillet 2014 accompagné de partitions et d'illustrations pour chacun des morceaux. À propos de l'album, Sóley déclare : « J'ai toujours voulu faire un album de piano, depuis que je suis entrée à l'Académie des Arts. ». Elle ajoute : « Certains des morceaux sur Krómantík ont été écrits alors que j'étudiais – et le premier morceau, ‘Stiklur’, par exemple, faisait partie d'une plus grande composition que j'avais écrite. Finalement, je n'ai pas utilisé autant de pièces créées à l'école, simplement parce que j'aime faire de nouvelles chansons et beaucoup d'entre elles ont été écrites pour de plus grands projets sur lesquels je travaillais après avoir fini We Sink. ».
Son deuxième LP, Ask the Deep, sort le 8 mai 2015. Pour le promouvoir, elle fait des apparitions à divers festivals dont ATP Iceland, Rauðasandur Festival et Iceland Airwaves en 2014. Sóley poursuit ensuite par une grande tournée européenne et sort un nouvel EP, Don't Ever Listen. Les cinq morceaux ont été à l'origine enregistrés en tant que démos pour son deuxième album et rejetées ensuite par la chanteuse parce qu'elle souhaitait que les guitares soient moins présentes sur l'album. C'est son compagnon qui la convainc de finalement les publier. Deux autres EP sont également prévu, chacun centré sur un instrument différent- l'accordéon et l'orge - qui avec  Krómantík formeront une sorte de trilogie.

## Vie privée

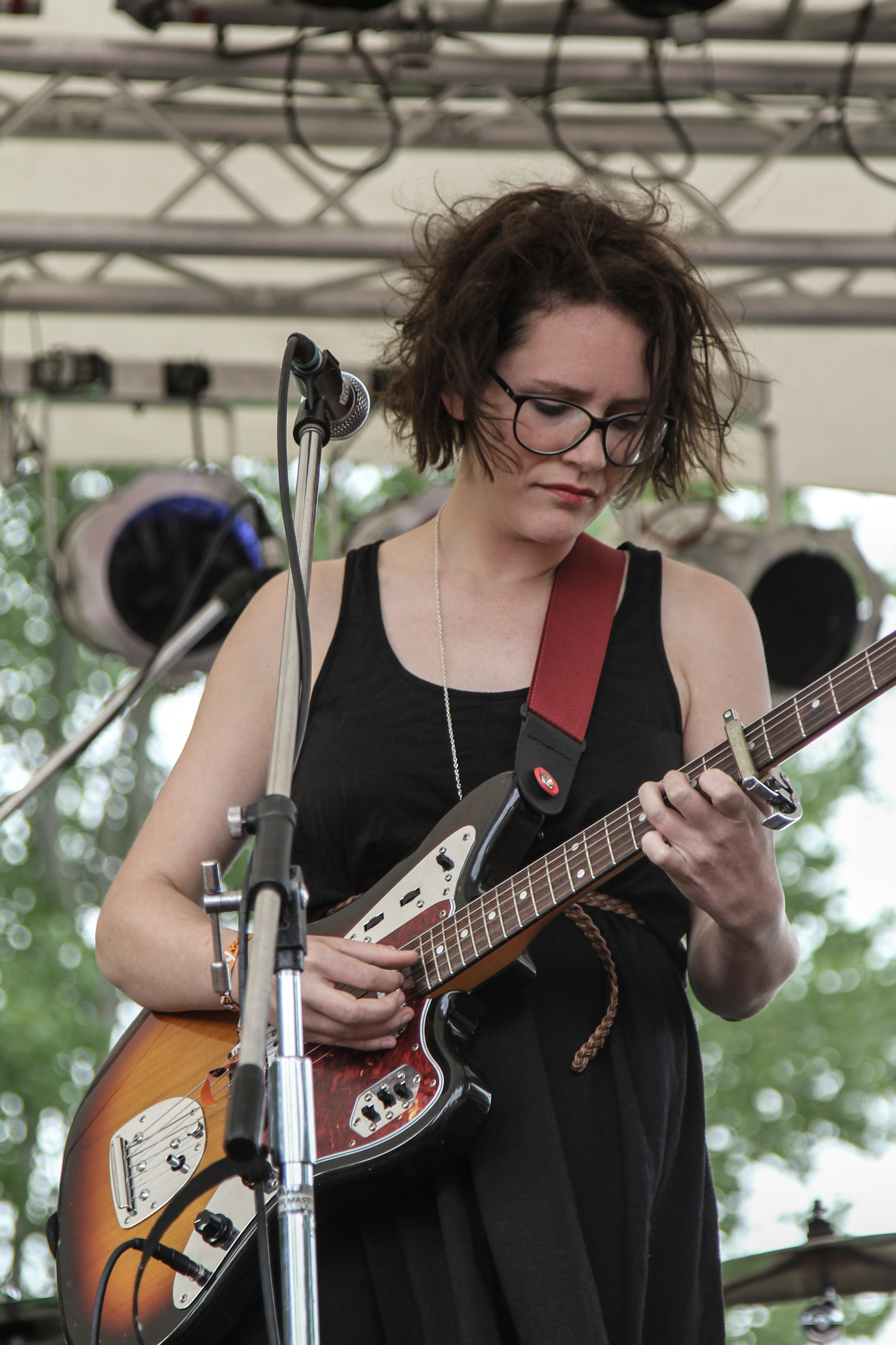
Sóley en 2012

Sóley est née à Hafnarfjörður, une petite ville près de Reykjavik. Elle trouve son inspiration principalement dans la poésie et vient d'une famille de musiciens, son père jouant du trombone et étant professeur de musique. Son plus jeune frère, Eiríkur, et sa petite sœur jouent également d'un instrument.
Plus tard elle déménage dans la capitale et vit avec son compagnon, Héðinn. Elle prit une brève pause avec la scène lorsqu'elle donna naissance à sa première fille en mars 2014.

## Discographie

### Seabear
Albums Studio
- The Ghost That Carried Us Away (2007, Morr Music)
- We Built a Fire (2010, Morr Music)

Extended plays
- While the Fire Dies (2010, Sound of a Handshake)

### Solo
Albums studio
- We Sink (2011, Morr Music)
- Ask the Deep (2015, Morr Music)
- Endless Summer (2017, Morr Music)
- Mother Melancholia (2021)

Extended plays
- Theater Island (2010, Morr Music)
- Krómantík (2014, Morr Music)
- Don't Ever Listen (2015, Morr Music)